# Сандітон (телесеріал)
Сандітон (англ. Sanditon) — британський історичний драматичний телесеріал, знятий за незавершеним романом Джейн Остін, адаптований Ендрю Девісом. Події розгортаються в епоху Регентства. Перший сезон вийшов у 2019 році.

## Сюжет
Випадковий нещасний випадок приводить Шарлотту Хейвуд до Сандітона, приморського курорту, який знаходиться на порозі кардинальних змін. Юна дівчина прагне випробувати все, що їй може запропонувати місто.
Міс Хейвуд знайомиться з родиною Паркерів. Том Паркер, енергійний ентузіаст та підприємець, мріє розбудувати курорт та привернути до нього увагу інвесторів. Міс Хейвуд намагається допомогти йому. Молодший брат Тома, Сідні Паркер, здається героїні неввічливим та зарозумілим, його думка про Шарлотту теж аж ніяк не краща. 
Під час перебування у Сандітоні Шарлотта Хейвуд дізнається про інтриги та секрети місцевих мешканців, знаходить нових друзів, потрапляє у різноманітні пригоди й зрештою отримує чимало нового досвіду. 

## У ролях
Головні
- Роуз Вільямс — Шарлотта Хейвуд
- Тео Джеймс — Сідні Паркер
- Кейт Ешфілд — Мері Паркер
- Кристал Кларк — міс Джорджіан Лемб
- Терло Конвері — Артур Паркер
- Джек Фокс — сер Едвард Денхем
- Кріс Маршалл — Том Паркер
- Метью Нідхем — містер Кроу
- Енн Рід — леді Денхем
- Олександра Роуч — Діана Паркер
- Лілі Сакофскі — Клара Бреретон
- Шарлотта Спенсер — Естер Денхем
- Марк Стенлі — лорд Бабінгтон
- Лео Сутер — Джеймс Стрінгер

### Другорядні
- Джеймс Атертон — Фред Робінзон
- Елізабет Беррінгтон — місіс Гріффітс
- Джек Брейді — містер Говард
- Кевін Елдон — містер Хенкінс
- Моллі Холдер — Філіди Бофорт
- Роб Джарвіс — Ісаак Стрінгер
- Джудда Джеймс — Отіс Моліне
- Рут Кірні — Еліза Кемпіон
- Кейлі-Пейдж Різ — Джулія Бофорт
- Адріан Скарборо — доктор Фукс
- Софі Вінклман — леді Сьюзен
- Ізобель Хокідж, Моллі Бішоп, Ісаак Вінсент-Норгейт як діти Паркера: Алісія, Дженні та Генрі

### Гостьовий склад
- Сара Белчер — місіс Хейвуд
- Клінтон Блейк — Сем Сідауей
- Ліз Мей Брайс — місіс Гарріс
- Джон Фостер — Бікрофт
- Едріан Роулінс — містер Хейвуд
- Тесса Стівенс — Елісон Хейвуд

## Реакція
У глядачів та критиків викликала суперечливу реакцію перша серія, у котрій є відверті сцени — у тому числі з голими чоловічими тілами: багато вважали ці сцени не відповідними духу літературного першоджерела. Нещасний фінал першого сезону, на думку багатьох глядачів, теж не виправданий: твори Остін, як правило, закінчуються добре.